# Джанпатх
Джанпатх (англ. Janpath, гінді जनपथ — «народна дорога») — один з головних проспектів Нью-Делі, що починається від Радіальної дороги 1 Коннот-Плейс і рухається в південному напрямку, перетинаючи Раджпатх («дорогу короля»). Проспект був спроектований Едвіном Лаченсом як частина Лаченсівського Делі, відкритого в 1931 році, і називався «Дорогою королеви». Зараз найпопулярнішою ділянкою на проспекті є ринок Джанпатх, популярний серед туристів та мешканців міста, що бажають придбати недорогі сувеніри, антикваріат і одяг, та численні ресторанчики.